# Гнатюк Остап Романович
Остап Романович Гнатю́к (23 жовтня 1933, Козина — 20 січня 2004, Івано-Франківськ) — український художник; член Спілки радянських художників України з 1965 року.

## Біографія
Народився 23 жовтня 1933 року в селі Козині (нині Івано-Франківський район Івано-Франківської області, Україна). У 1954—1957 роках навчався на курсах у Центральному будинку народної творчості імені Надії Крупської у Москві; у 1957—1962 роках — у Косівському училищі прикладного мистецтва у Володиира Гуза, Миколи Федірка, Миколи Варення, Володимира Гавриша, Олексія Соломченка. Дипломна робота — набір дерев'яних різьблених сувенірів (керівник Микола Федірко).
Після здобуття фахової освіти працював у Івано-Франківських художньо-виробничих майстернях: з 1967 року обіймав посаду головного художника, у 1969—1974 роках очолював підприємство. Член КПРС з 1961 року. Мешкав у Івано-Франківську в будинку на вулиці Стефаника, № 41, квартира № 1 та в будинку на вулиці Незалежності, № 55, квартира № 3. Помер у Івано-Франківську 20 січня 2004 року.

## Творчість
Працював у галузях станкового живопису, станкової графіки, монументального і декоративного мистецтва. Серед робіт:
- «Олекса Довбуш» (1961);
- «Великий гість з України» (1961, ліногравюра);
- «Господар полонини» (1961, ліногравюра, акварель);
- триптих «Возз'єднання Західних областей України зі Східною Україною» (1963, ліногравюри);
- триптих «Шевченко — поет усіх народів» (1964, ліногравюри, акварель);
- серія «Всім народам світу про Радянську Армію» (1964—1965, ліногравюри);
- «Гуцули-будівельники» (1966, ліногравюра);
- серія «Карпати кличуть» (1967, ліногравюра);
- «Арешт революціонера» (1967, ліногравюра, акварел);
- «Гуцульське кохання» (1968);
- «Загін Семена Руднєва в Карпатах» (1969, ліногравюра);
- серія «Пори року в Карпатах» (1971, монотипія);
- «Гуцульське весілля» (1972);
- «Легенди про Олексу Довбуша» (1972);
- «Портрет дружини» (1976);
- «Вечірній натюрморт» (1977);
- «Портрет онуки Наталки» (1979);
- «За Дністром село» (1979);
- «Парусні яхти» (1979);
- «Автопортрет» (1980);
- «Тарас Шевченко» (1982);
- «Олександр Пушкін» (1982);
- «Янка Купала» (1982);
- «Моє Придністров’я» (1984);
- «Опришки» (1989, мозаїка);
- «Дівчина і козак» (1991, мозаїка);
- «У долині гора Хом’як» (1997);
- «Данило Галицький у поході» (1998);
- «Осінь у Хом’яківському лісі» (1998);
- «Чорногора» (2002);
- «Гуцульське весілля» (2002);
- «Олекса Довбуш і опришки» (2003);
- «Козацький відпочинок» (2003).

Виконав декоративну тарілку з портретом Тараса Шевченка (дерево, різьблення, 1961; «Шевченківський національний заповідник»).
Брав участь у республіканських і всесоюзних виставках з 1961 року. Персональні виставки відбулися в Івано-Франківську у 1984, 2003 роках.
Окремі роботи зберігаються у Національному художньому музеї України у Києві, Музеї мистецтв Прикарпаття в Івано-Франківську, Національному музеї народного мистецтва Гуцульщини та Покуття імені Йосафата Кобринського у Коломиї.